# Luigi Manini
Luigi Manini (Crema, 8 marzo 1848 – Brescia, 29 giugno 1936) è stato uno scenografo e architetto italiano.

## Biografia
Dopo i primi studi nella città natale con il maestro Antonio Polgati e poi a Milano e Brescia con il professor Ferdinando Cassina, intorno ai vent'anni iniziò l'attività di decoratore. Le prime testimonianze certe dei suoi lavori risalgono infatti al 1868, quando gli venne affidata la decorazione della chiesa di San Bernardino degli Osservanti a Crema, cui seguirono quelle di villa Vailati (nel quartiere di Castelnuovo) e, nei dintorni, di villa Stramezzi a Moscazzano e delle chiese di Vaiano Cremasco e Zappello. Con l'amico e cognato Angelo Bacchetta frequentò poi l'Accademia di Brera, prima di divenire assistente di Carlo Ferrario, professore di scenografia alla Scala.
Manini si trasferì in Portogallo nel 1879 per lavorare al Teatro Real de São Carlos (successivamente Teatro Nacional de São Carlos).
Manini è ricordato per i suoi disegni di architettura neo-manuelina, soprattutto per l'ultimo palazzo dei re del Portogallo, il Palazzo del Buçaco, costruito nel 1888, successivamente divenuto un hotel di prestigio.
Manini progettò anche la grandiosa tenuta del Palácio da Regaleira per il milionario António Augusto Carvalho Monteiro.
Tra gli altri lavori di Manini in Portogallo vi sono:
- il Cottage Sassetti;
- il Palazzo Biester;
- le scenografie per le opere Aida, Il Guarany, Lohengrin, Mefistofele e Otello;
- il Teatro di Funchal;
- il Giardino d'Inverno al Teatro de São João.

Luigi Manini sposò Teresa Bacchetta, sorella del pittore Angelo Bacchetta.                           La coppia ebbe un figlio e una figlia: Ebe Manini, la quale sposò suo cugino Azelio, figlio di Angelo Bacchetta.
Manini tornò in Italia nel 1912 e morì a Brescia nel 1936. Riposa nel cimitero maggiore di Crema.